# Bahnhof Pjöngjang Ost
Der Bahnhof Pjöngjang Ost (동평양역) ist ein Bahnhof in der nordkoreanischen Hauptstadt Pjöngjang, im Dong Sosamjong-ri des Stadtbezirkes Ryŏkp’o-guyŏk. Die P’yŏngdŏk-Linie der Koreanischen Staatsbahn bedient ihn. Die jeweils nächstgelegenen Bahnhöfe sind der Taedonggang, Ryŏkp’o sowie der Songsin.